# ちょん掛け
ちょん掛け（ちょんがけ、丁斧掛け・手斧掛けとも表記）とは、相撲の決まり手のひとつである。自分の右（左）足の踵を相手の右（左）足の踵に掛け、後方に捻って倒す技。手斧（ちょうな）をかける仕草に似ていることから、ちょうなが訛ってちょん掛けとなったといわれる。柔道の小内刈とほぼ同じ動きを見せる技である。
1944年1月場所6日目、36連勝中の横綱双葉山に、枩ノ里が決め、金星を挙げている。
最近では2014年11月場所7日目に常幸龍が照ノ富士に、2012年5月場所5日目に朝赤龍が若の里にこの技で勝利しているほか、十両では2014年1月場所12日目に天鎧鵬が双大竜に、2013年5月場所2日目に鬼嵐が丹蔵に、それぞれこの技で勝利している。旭大星は幕下以下に在位していた時代に10回以上この技を決めている。2014年11月場所の常幸龍－照ノ富士戦を最後に関取の取組では出ていないが、幕下以下では令和に入ってからも年に1～2番のペースで記録されている。